# الوپرگنانولون

ساختار شیمیایی الوپرگنانولون

الوپرگنانولون (به انگلیسی: Allopregnanolone) با فرمول شیمیایی C۲۱H۳۴O۲ یک ترکیب شیمیایی با شناسه پاب‌کم ۲۶۲۹۶۱ است. که جرم مولی آن ۳۱۸٫۴۹ گرم بر مول می‌باشد.